# 杰弗里·丘
杰弗里·丘（英語：Geoffrey Chew，1924年6月5日—2019年4月12日），美国粒子物理方面的理論物理学家，以強作用力的拔靴帶模型著稱。
他是1960年代理论粒子物理学界的领袖人物。所指導的學生中包含2004年諾貝爾物理學獎得主大衛·葛羅斯和弦理论創始人之一的約翰·施瓦茨。

## 學術生涯
丘於1944年-1946年在芝加哥大學修讀博士學位，為恩里科·費米的指導學生。1950年至1956年，他在伊利諾大學物理系任教。自1957年於伯克利加州大学物理系擔任教授，1991年退休轉任名譽教授。此外，丘也是美國國家科學院與美國文理科學院的院士。

## 成就
他和他所领导的伯克利加州大学研究组试图用散射矩阵及拔靴帶模型来解释强相互作用。這個理论一開始引領浪潮，但在一些領域上失效，而在1970年代由量子色动力学所取代。然而散射矩陣在後起的弦理论中仍扮演相當重要的角色。